# Karl Storck
Karl Storck (Hanau, 1826-Bucarest, 1887) fue un escultor, profesor y grabador de origen alemán, instalado en Rumanía.

## Biografía
Nacido el 21 de mayo de 1826 en la ciudad alemana de Hanau, se dedicó siendo joven a la profesión de grabador de metales, partiendo en 1847 hacia París para realizar estudios especiales. El estallido de la revolución en 1848 le obligó a abandonar la capital de Francia y llegó a Bucarest, donde consiguió trabajo como grabador en el taller de L. Resch, un joyero de la ciudad. Al poco tiempo dejó definitivamente el grabado y empezó a producir adornos artísticos decorativos en yeso. Como escultor de madera, ejecutó la obra Iglesia de Curtea de Arges, que fue enviada a la exposición en París a partir de 1867, por encargo del gobierno rumano.

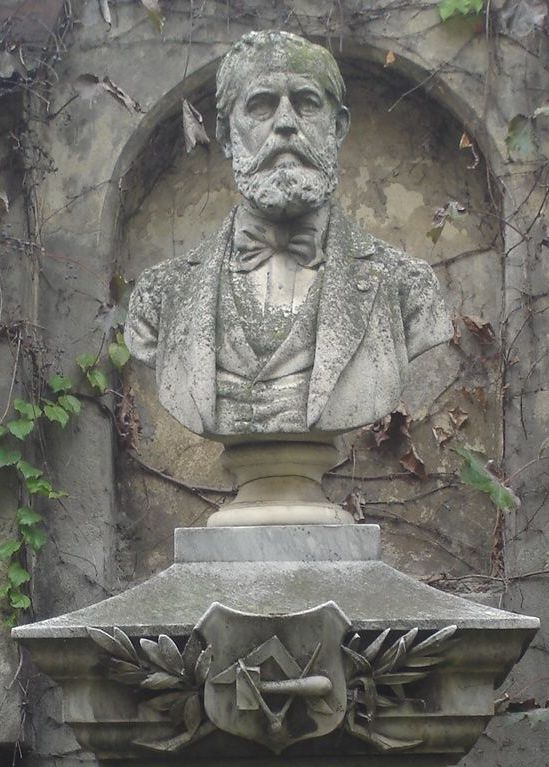
Busto de Karl Storck —realizado por su hijo Frederic Storck— sobre su tumba, ubicada en el cementerio evangélico de Bucarest.

Tras un largo trabajo, también logró realizar obras en mármol, entre otras Statuea lui Cantacuzino, que se instaló frente a la iglesia-hospital de Colțea, Domniţa Bălaşa, Regina noastra Elisabeta, representada como hermana de la caridad durante la guerra ruso-turca, Statuea reposatei Printesei Maria, que se ubicó en el parque de Cotroceni, busturile Majestatilor Lor, y por último muchos bustos de hombres rumanos, como Barbu Catargiu, V. Boerescu, Kogalniceanu, Costaforu y C. A. Rosetti, que decoraron en parte la sala del parlamento. También realizó monumentos conmemorativos a los soldados caídos en la guerra en Grivița, Prahova y Vidin.
Storck, a quien se llegó a conceder la ciudadanía rumana, fue nombrado en 1865 profesor del departamento de escultura y perspectiva de la Escuela de Bellas Artes de Bucarest, cargo honorífico que ocupó hasta su muerte, acaecida el 18 de mayo de 1887 en Bucarest.